# Provincia de Vĩnh Long
Vinh Long (en vietnamita: Vĩnh Long) es una de las provincias que conforman la organización territorial de la República Socialista de Vietnam.

## Geografía
Vinh Long se localiza en la región del Delta del Río Mekong (Đồng bằng sông Cửu Long). La provincia mencionada posee una extensión de territorio que abarca una superficie de 1.525,6 kilómetros cuadrados.

## Demografía
La población de esta división administrativa es de 1.022.791 personas (según las cifras del censo de abril de 2019). Estos datos arrojan que la densidad poblacional de esta provincia es de 679 habitantes por cada kilómetro cuadrado.
- Datos: Q7333405
- Multimedia: Vinh Long / Q7333405